# The Adventures of a Watch; or, Time Flies and Comes Back
The Adventures of a Watch; or, Time Flies and Comes Back è un cortometraggio muto del 1913 diretto da Hardee Kirkland.

## Produzione
Il film fu prodotto dalla Selig Polyscope Company.

## Distribuzione
Distribuito dalla General Film Company, il film - un cortometraggio di 150 metri - uscì nelle sale cinematografiche statunitensi il 26 agosto 1913.